# Werner Braune

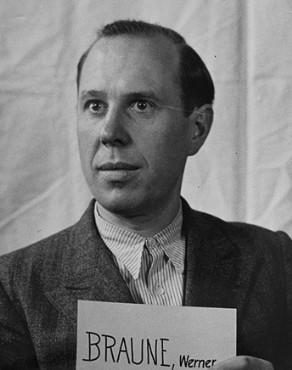
Werner Braune beim Einsatzgruppen-Prozess (Juli 1947)

Werner Braune (* 11. April 1909 in Mehrstedt; † 7. Juni 1951 in Landsberg am Lech) war ein deutscher Kriegsverbrecher, SS-Obersturmbannführer, der als Kommandeur des Sonderkommandos 11b in der Einsatzgruppe D am Mord an den Juden in der durch das Deutsche Reich besetzten Südukraine und Krim beteiligt war. Braune wurde 1948 im Einsatzgruppen-Prozess zum Tode verurteilt und 1951 hingerichtet.

## Leben
Werner Braune war Sohn eines kaufmännischen Angestellten. Er besuchte das Gymnasium und erhielt 1929 das Abitur. Er absolvierte bis 1932 ein Studium der Rechtswissenschaften an den Universitäten von Jena, Bonn und München. 1933 wurde er in Jena mit einem zivilrechtlichen Thema promoviert. Braune trat zum 1. Juli 1931 – also noch als Student und deutlich vor der „Machtergreifung“ – im Alter von 22 Jahren der NSDAP bei (Mitgliedsnummer 581.277).

### Karriere im Nationalsozialismus
Im November 1931 wurde Braune Mitglied der SA, die er bei seinem SS-Beitritt im November 1934 wieder verließ. (SS-Nr. 107.364) Ebenfalls 1934 begann Braune, als Mitarbeiter im Sicherheitsdienst des Reichsführers SS (SD) zu arbeiten. 1936 wurde er auch Gestapo-Mitarbeiter. 1938 war er stellvertretender Gestapoleiter in Münster. Im Jahr 1940 wurde er Chef der Gestapo, zunächst in Koblenz, dann in der Staatspolizeistelle Wesermünde und ab Mai 1941 in Halle.

### Einsatzgruppe D und Einsatz bis 1945
Von Oktober 1941 bis Anfang September 1942 war er Anführer des Einsatzkommandos 11b, das Teil der Einsatzgruppe D war. Braunes jüngerer Bruder Fritz Braune war Anführer des Einsatzkommandos 4b.
Unter Werner Braunes Kommando fand das Massaker von Simferopol auf der Krim statt. Dort ermordete das Einsatzkommando innerhalb von drei Tagen (11. bis 13. Dezember 1941) 14.300 Juden. Im September 1942 kehrte er nach Halle zurück.
1943 wurde Braune zum SS-Obersturmbannführer befördert. In den Jahren 1943 bis 1944 leitete er den Deutschen Akademischen Auslandsdienst, bevor er im Februar 1945 in Norwegen Befehlshaber der Sicherheitspolizei und des SD und Kommandeur der Sicherheitspolizei und des SD in Oslo wurde. Dieses Amt hatte er bis April inne und wurde dann durch Dr. Weinberger abgelöst.

### Prozess und Hinrichtung

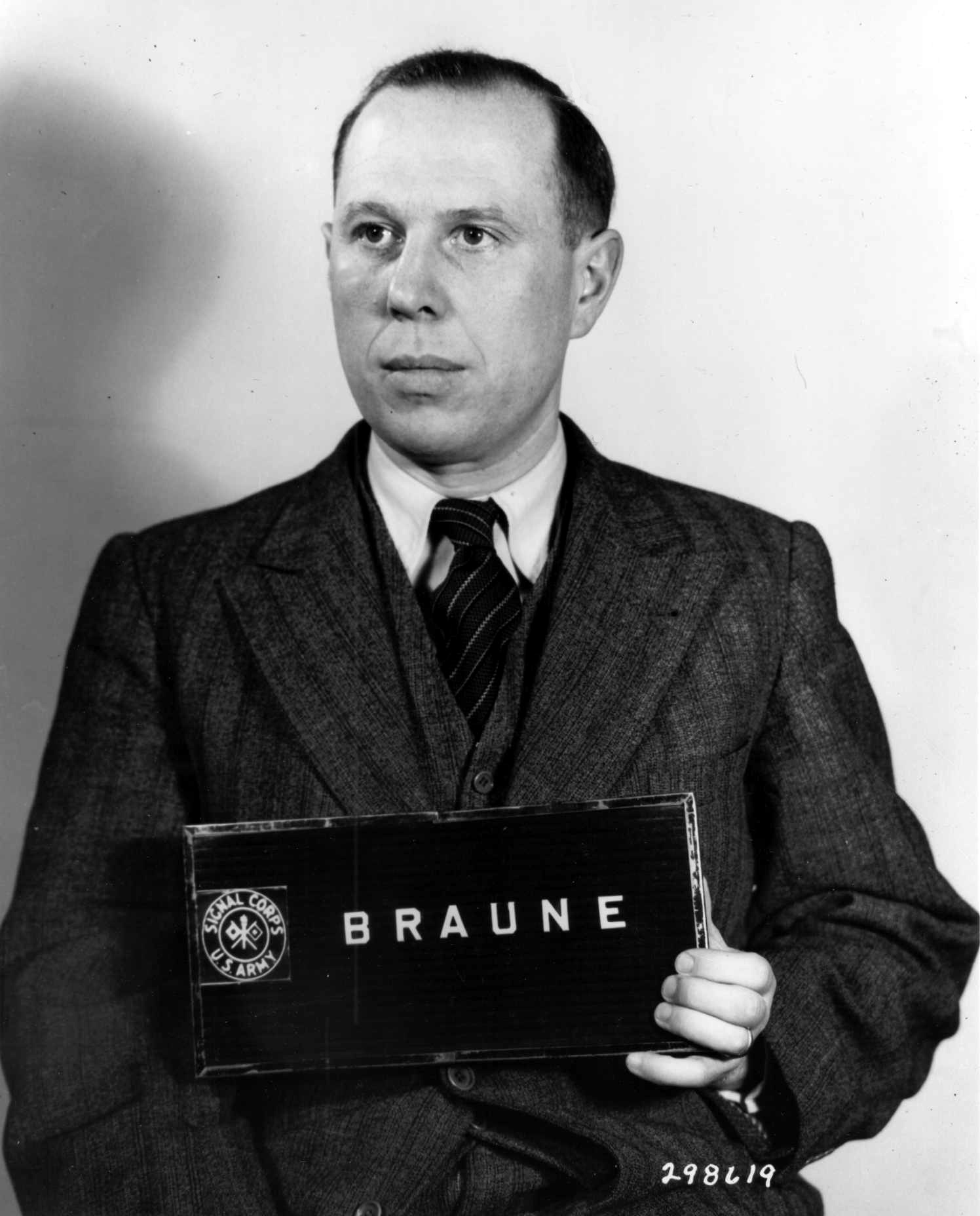
Werner Braune in Nürnberg (März 1948)

Im Einsatzgruppen-Prozess sagte Braune zu dem Massaker aus: „Der Führerbefehl war da und die Wehrmacht sagte ‚Wir wollen die Sache vor Weihnachten erledigt haben‘. … Die Wehrmacht befürchtete wahrscheinlich eine Hungersnot mit Hunderttausenden von Toten.“ (Befehlshaber der Wehrmacht und verantwortlicher Offizier für diesen Frontabschnitt war zu diesem Zeitpunkt General Erich von Manstein, der die 11. Armee befehligte.) Auf die Frage des Staatsanwalts, was mit den Juden geschah, die bei Razzien festgenommen wurden, antwortete Braune: „Sie wurden, wie alle anderen Juden, erschossen.“ Sein Verteidiger war Erich Mayer.
Braune wurde am 10. April 1948 zum Tode verurteilt und am 7. Juni 1951 im Kriegsverbrechergefängnis Landsberg durch den Strang hingerichtet. Seine Witwe ließ Braunes Leichnam auf dem Gemeindefriedhof von Oeslau beisetzen. Von den sieben Hingerichteten vom 7. Juni 1951 wurden nur Pohl und Naumann auf dem zum Gefängnis Landsberg gehörenden Spöttinger Friedhof bestattet.